# Radio Antena Satelor
Radio Antena Satelor (с рум. — «Деревенское радио Антенна»), полное наименование Radio România Antena Satelor (сокращается до AAS) — государственная круглосуточная радиостанция Румынии, пятая государственная радиостанция (в составе Румынской радиовещательной корпорации). Начала вещание 25 декабря 1991 года, ежедневно вещая в течение 5 часов на Бухарест, жудецы Дымбовица и Арджеш, с 1 марта 2006 года получила статус общенациональной. Сетка программ радиостанции подобрана специально для жителей села: программы освещают основные проблемы и жизнь румынской деревни.

## Частоты

### Длинные волны
- Передатчик Бод[англ.] — 153 кГц, охватывает полностью Румынию и Молдавию[1], частично охватывает районы Украины, Болгарии, Сербии и Венгрии[2]; также с помощью этого передатчика возможен приём в Грузии, Турции, Дании (Орхус), Восточной Словакии и Юго-Западной России (например, в Туле). В ночное время волна Radio Antena Satelor может достигать Западной Европы, поскольку иные европейские передатчики мощностью 153 кГц (принадлежали Deutschlandfunk и NRK) прекратили работу. В случае DX-связи при использовании специальных приёмников и дополнительных антенн возможно прослушивание радиостанции в Северной и Южной Америке, на территории Ближнего Востока и на Дальнем Востоке (Япония, Китай, Юго-Восточная Азия). Мощность передатчика в Боде — 200 кВт.

### Средние волны
- Передатчик Урзичени — 531 кГц, выходная мощность передатчика — 14 кВт. Охватываемые жудецы: Бакэу, Брэила, Кэлэраши, Яломица, Вранча.
- Передатчик Херэстрэу (Бухарест) — 603 кГц, выходная мощность передатчика — 400 кВт. Охватываемые жудецы: Илфов, Джурджу, Прахова, Телеорман.
- Передатчик Войнешти[англ.] — 630 кГц, выходная мощность передатчика — 400 кВт. Охватываемые жудецы: Арджеш, Дымбовица, Долж, Олт, Вылча
- Передатчик Валу-луй-Траян[англ.] — 1314 кГц, выходная мощность передатчика — 50 кВт. Охватываемая территория: Добруджа.
- Передатчик Тимишоара — 1314 кГц, выходная мощность передатчика — 30 кВт. Охватываемая территория: Банат.

### FM-вещание
- Комэнешти — 89 МГц, эффективная излучаемая мощность[англ.] — 1 кВт.
- Сулина — 89 МГц, эффективная излучаемая мощность[англ.] — 1 кВт.
- Залэу — 106,9 МГц, эффективная излучаемая мощность[англ.] — 0,05 кВт[3].

### DAB-T
- Бухарест — канал 12A, частота 223,936 МГц, вертикальная поляризация